# Нишани, Омер
Омер Ниша́ни (алб. Omer Nishani; 5 февраля 1887 — 26 мая 1954) — албанский политический деятель, занимал пост официального главы государства с 1946 по 1953. Фактическая власть при этом была у руководителя Албанской партии труда Энвера Ходжи.

## Политическая деятельность
Нишани участвовал в организации Албанского национального революционного комитета в Вене в 1925 году.
Позже Нишани действовал в рамках Албанского освободительного фронта в борьбе за доминирование в стране Коммунистической партии. В мае 1944 года Омер Нишани возглавил Антифашистский совет. В том же году он был назначен на должность министра иностранных дел. После формирования Албанской республики 11 января 1946 года Нишани стал главой государства. Этот пост он занимал до 1953 года.